# ドラえもん のび太とロボット王国
- ドラえもん > 大長編ドラえもん > ドラえもん のび太とロボット王国
- ドラえもん > ドラえもんの派生作品 > ドラえもん (1979年のテレビアニメ)  > ドラえもん映画作品 > ドラえもん のび太とロボット王国

『ドラえもん のび太とロボット王国』（ドラえもん のびたとロボットキングダム）は、2002年3月9日に公開されたドラえもん映画作品。および、岡田康則（藤子・F・不二雄プロ）によって漫画化され、『月刊コロコロコミック』2002年2月号から3月号にかけて連載された大長編ドラえもんシリーズの1作品。映画シリーズ第23作、大長編シリーズ第22作（まんが版▷映画シリーズ5）。コロコロコミック創刊25周年記念作品。特集記事が『月刊コロコロコミック』2001年8月号から2002年4月号まで掲載された。
キャッチコピーは「いっしょが、いちばん強い。」
同時上映は『ザ☆ドラえもんズ ゴール!ゴール!ゴール!!』と『ぼくの生まれた日』。

## 概要
人とロボットの関係をテーマにした劇場版作品は、『のび太と鉄人兵団』、『のび太とブリキの迷宮』に続き3作目である。前2作はロボットが人類の敵として登場しているのに対して、今作はロボットと人との共存がテーマであり、ロボットの視点から描かれている。したがって、主人公であるドラえもんがロボットである点にもスポットを当てており、終始ドラえもんがストーリーの主役となっている。
『のび太の宇宙開拓史』から長年作画監督を担当してきた富永貞義が参加した最後の映画である。また映画シリーズにおける最後のセル画制作作品であり（本編の一部シーンとOP・EDに関してはデジタル制作を採用）、翌年の『のび太とふしぎ風使い』以降は全面的にデジタル彩色へ移行している。また、本作はドラえもん映画作品で初めて、広報用の公式ウェブサイトが開設された作品となった（現在は閉鎖）。
2001年秋のアニメスペシャルで放送した告知映像のみ、タイトルが『のび太とロボット帝国』（「帝国」の読みは「キングダム」）となっていた。

## あらすじ
スネ夫に新型のペットロボットを自慢されたのび太は、「ペットロボットが欲しい」とドラえもんに懇願する。ところがドラえもんは「君には僕と言うネコ型ロボットがいるじゃないか」とのび太を叱りつける。怒ったのび太は、腹いせに未来デパートにペットロボットを大量注文するが、送られてきたロボット達はのび太の言うことを聞かず暴れ出してしまう。
町中で騒動を巻き起こしたロボットたちは、ドラえもんによって全て返品されたものの、最後に少年型のロボット『ポコ』が残った。どうやら、そのロボットは地球の技術で作られたものではなく、現代に送られてくる途中で超空間内で紛れ込んでしまったものだという。ポコを元の世界に返してあげるため、ドラえもん達の冒険が再び始まった。
タイムマシンで時空の迷宮へと旅立ち、何とか目的の場所…『王国（キングダム）』に辿り着くドラえもん一行。その世界では、ロボットから感情を抜き取り人間の忠実な下僕へと変えてしまう「ロボット改造命令」が下されていた。少年ロボットであるポコは、ちょうど母親と共に追っ手のドロイド兵から逃げる途中だったのだ。捕まった母親を助けようと飛び出して行ったポコをドラえもんたちは追いかけるが、ドロイド兵達に見つかり、ドラえもんが拉致されてしまうのだった。

## 舞台
王国（キングダム）
地球より遠く離れた星にある王国。無人の星を開拓するために別の星から人間とロボットが移住、国体は王家による君主制を採用している。本星との交流は不明。
服装は中世ヨーロッパ風だが、ロボット関連のテクノロジーは非常に発達しており、移民時からロボットは現在と同様の姿で今に至る。その過程で、開拓の中心だった人間がロボットを友人として心を通わす内に、ロボット達の感情回路が発達。人間と大差ない心を持つに至り、同じ星の住民として認め合いながら対等の存在として共に暮らすこととなる。
しかしジャンヌ女王の代より、ロボットの感情を抜き取る「ロボット改造計画」が進められ、国民達は表面上、その政策を受け入れているが、反発する人々も少なくはなく、ある場所に「虹の谷」というロボットの隠れ里を築いている。
公的機関としては軍隊と議会が存在する。しかし、後述する「ロボット改造計画」が国民からの反発必至にもかかわらずにまかり通るあたり、議会が有する国王への抵抗力は弱いものらしい。また軍隊の力も強いらしく、軍の司令官であるデスターが王位継承権を持っている。

## 声の出演
- ドラえもん - 大山のぶ代
- のび太 - 小原乃梨子
- しずか - 野村道子
- ジャイアン[2] - たてかべ和也
- スネ夫 - 肝付兼太
- のび太のママ - 千々松幸子

## ゲストキャラクター

### ロボット王国
ポコ
声 - 桑島法子
少年のロボット。ドロイド兵に追われていた際、チャペックの電送マシンで地球へと送られた。ジャンヌとは遊び相手として共に育っており、弟同然の存在である。
ジャンヌ
声 - 新山千春
ロボット王国の女王。ロボットから感情回路を抜き取る「ロボット改造命令」を下している。
過去の事故で父親（前国王）を亡くしており、その原因が「感情を持つロボットによるミスだ」とデスターに吹き込まれ、ロボットから感情を抜き取る命令を下す。だがポコとの交流によって非情に徹しきれずにおり、二律背反的な精神状態にある。
ドラえもん一行追跡に同行した際、デスターに裏切られて崖から落とされる。そこから「虹の谷」に匿われ、ポコと向き合うことで己の非を理解する。
デスター捕縛後は国民に対し「ロボット改造計画」の廃止を宣言し、没収していた感情回路をロボット達に返還する。
漫画版では「非情に徹する決意の現われ」として父の死後、髪を短く切っていた。映画版ではセミロングヘアーのままで、頭身も低く改められている。
モチーフはジャンヌ・ダルク。
マリア
声 - 藤田淑子
ポコの母親ロボット。幼くして母親を亡くしたジャンヌの養育係も務めていた。
チャペック
声 - 穂積隆信
ロボット専門の医者。ロボットの修理の他、物体を瞬間移動させることのできる電送マシンなども発明している。実はデスターの双子の兄であり、浅からぬ因縁があった。原作では頭がやや薄く、太めの体型である。映画ではふさふさで痩せ形のがっちりした体形になってる。
クルリンパ
声 - 野沢雅子
チャペック先生と共に住んでいるオコジョ型のロボットの助手。身体を丸めながら跳ねて移動することもできる。語尾に「ッパ」をつけて話す。
オナベ
声 - 愛河里花子
チャペック先生の家のお手伝いロボット。食材を口から入れ、腹から完成した料理を出す（漫画版のみ）。元は『21エモン』のキャラクター。
ロビー
声 - 銀河万丈
アリスの家で働く農作業ロボット。型番号はX-01。「ロボット改造計画」により感情を抜き取られてしまい、帰ってきた時は無感情に「私は作業ロボット。何なりとお申し付けください」としか喋れなくなってしまったが、デスター捕縛後に感情を返還された。
アリス
声 - 南央美
ロビーが働く家の少女。帰ってきたロビーに「遊ぼう」と声をかけるも、無感情な反応に動揺して泣き出す。漫画版ではボールを踏み潰された上、「そんなプログラムはない」と返される。
トロイ
声 - 飛田展男
「ロボット改造命令」に反対し、「虹の谷」でコニックたちと共に村を開拓し暮らしている。
コニック
声 - KONISHIKI
トロイのパートナーであるロボット。
エイトム王
ジャンヌの父親。前ロボット王国国王。人間とロボットが共に暮らせる豊かな国を目指しており自ら開拓工事の指揮を執っていた。しかし、工事の最中に重機のロボット(漫画版ではダンプロボ、映画版ではパワーショベルロボ)が横転した際、逃げ遅れたロボットを救ったが横転に巻き込まれジャンヌの眼前で死亡した。
デスター
声 - 森山周一郎
ロボット王国の軍司令官。厳つい容貌をしており、常にジャンヌに付き従っている。エイトム王の死を「感情を持ったロボットのミス」だとジャンヌに吹き込み、ロボット改造命令を推し進めた黒幕。
実はジャンヌを利用し王国の実権を握ろうと画策する野心家で、ドラえもん一行追跡の際に、ドロイド兵をわざとけしかけてジャンヌを谷底に落としてしまう。その後、軍司令官が王位継承権を持つという法律に基づいて王宮を掌握、国王となる。だが、改造命令に反対するロボット達の協力を得たドラえもん一行により野望は阻止される。
その正体は金属製の強化服に身を包んだチャペックの双子の弟（仮面の下の素顔は、チャペックと瓜二つ）。かつては兄と同じ科学者だったが、自身の進む道を間違っていた。
ドロイド兵
声 - 小杉十郎太、中嶋聡彦
デスターが尖兵として用いる、感情を持たないロボット兵士。屈強で、他のロボット達を圧倒する戦闘力を持つが、人間には危害を加えられないという弱点を持っており、これを利用したドラえもん一行に無力化された。

### 銅鉄バトル（闘技場）
コングファイター
声 - 郷里大輔
鋼鉄バトルに出場しているゴリラ型の大きい格闘ロボット。斧や鉄球を使用する豪傑で、300戦無敗という経歴を持つ。ドラえもんと戦うが、使い物にならないひみつ道具で敗北した。敗北後はドラえもん一行の脱出を手助けした。映画では関西弁で喋る。
鉄鎧ロボット
見た目は、背の低い鎧ロボット。武器はソードと斧を使用して闘う。銅鉄バトルに出場者し、ファックスフォースに破れる。敗者となった鉄鎧ロボットは廃棄処分。
ファックスフォース
武器はハンマーとシールドを使用する。銅鉄バトルに出場している馬型のロボット。試合開始数分で鉄鎧ロボットに勝利を収める。

### 未来世界
タイムマシンナビ
声 - 杉山佳寿子
ゴンスケ
声 - 島田敏
芋掘りロボット。のび太が未来デパートから間違えて購入したロボットのうちの1体。一人称は「オラ」。空き地を勝手に芋畑にしていた。元は『21エモン』のキャラクター。
未来デパート店員
声 - まるたまり
のび太が勝手に注文したロボット（ころばし屋、評論ロボット、ムード盛り上げ楽団、ばっきん箱、芋掘りロボットゴンスケ、もちつきロボット、お掃除ロボット、注射器ロボット、オバＱロボット）。ドラえもんはとても払えない金額から相当高い額と言える。取り寄せバッグで未来デパート通信マシンを取り寄せ赤い停止ボタンを押し返品した。
アソボ（犬ロボット）
スネ夫が飼っていたペットロボット。注射器ロボットに注射され、コンピュータウイルスが体内に送られてしまい、犬の鳴き声から猫の鳴き声に変わる。ジャイアンが「犬の癖にミャーミャーうるさい」と拳骨を与えてしまった為、動作不能を起こし暴走する。ポコに向かって突進してくるが、ポコは過去にロボットドッグに襲われた事を思い出して反撃し、芋掘りロボットのゴンスケが掘っていた落とし穴にアソボを落とした。
このほか、漫画版では『キテレツ大百科』のコロ助や、『パーマン』のPマン（魔土災炎のお手伝いロボット）、『オバケのQ太郎』のQ太郎とO次郎に似たロボットが登場している。

## 用語
タイムスペースラビリンス
時空間の迷宮。ポコはここを通ってやってきた。障害物が多数ある。
タイムホール
時空間で発生した小型の台風。「これらに衝突するとおわり」とドラえもんは発言したが運良く王国(キングダム)に着くことができた。
ロボット改造命令
感情を持つロボットに反し、ロボットから感情を抜き取り人間の忠実な下僕とさせる計画。

## スタッフ
| 原作                                         | 藤子・F・不二雄 |
| 脚本                                         | 岸間信明 |
| 作画監督                                     | 富永貞義 |
| 原作作画                                     | 藤子プロ |
| 美術設定                                     | 沼井信朗 |
| 美術監督                                     | 川口正明 |
| 撮影監督                                     | 梅田俊之 |
| 編集                                         | 岡安肇 小島俊彦 中葉由美子 村井秀明 川崎晃洋 三宅圭貴 |
| 音楽                                         | 堀井勝美 |
| 録音監督                                     | 浦上靖夫 |
| 効果                                         | 庄司雅弘 |
| プロデューサー                               | 山田俊秀 木村純一 |
| 監督                                         | 芝山努 |
| 絵コンテ                                     | 芝山努 藤森雅也 |
| 演出                                         | パクキョンスン |
| 作画監督補佐                                 | 若松孝思 |
| 動画検査                                     | 原鐵夫 江野沢由美 中峰ちとせ |
| 色彩設計                                     | 松谷早苗 稲村智子 |
| 仕上検査                                     | 下浦亜弓 中島淑子 |
| 仕上担当                                     | 野中幸子 |
| 特殊効果                                     | 橋爪朋二 |
| 原画                                         | 神村幸子 小柳信行 杉野左秩子 柴田和子 飯山嘉昌 斉藤文康 北之原孝將 高橋博行 武本康弘 米田光良 池田和美 荒谷朋恵 鈴木大司 篠原真紀子 大久保修 尾鷲英俊 藤田靖弘 原勝徳 高倉佳彦 柳田義明 船越英之 関根昌之 浅野文彰 木村文代 川口博史 六崎光幸 吉原幸之助 小林哲也 福本勝 飯口悦子 山沢実 本山浩司 |
| 動画                                         | 家野尚代 内原弘美 大東郁子 澁谷哲夫 山下宗幸 佐々木綾子 村山健治 端由美子 中野恵美 佐藤綾 栗田智代 木透富子 棗田麻奈美 植野千世子 河嶋明子 大橋由巳 大川由美 岸野美智 古川かおり 東野伊佐子 麻新一 山下浩 東和代 吉田誠 大嶋清美 山崎絵里 田中裕介 塩塚文史 小林正義 松田章子 中村久子 江川陽司 長澤美奈子 高絵里子 佐々木由之 茂木佳代子 平方由紀                                                      |
| 仕上                                         | 山菜多志帆 佐藤福美 才田大志 宮原奈緒子 細川和美 伊藤俊幸 笛吹康二 あかほりくみこ 高木理恵 今泉ひとみ 三浦里奈 津田幸恵 栗林香織 宮田佳奈 北岡なな子 小林博子 市川加奈子 八尾裕美 上羽あつ乃 木村登志子 胡恵美 一ノ瀬益美 宿谷葉子 山森愛弓 相澤朝子 佐々木祥子 川合靖美 嶋智子 小西直子 相生恭子 尾浦千代美 江田美穂子 枝松知子 田熊庸子 澤野敦子                                                      |
| 基本設定                                     | 川本征平 |
| 背景                                         | 滝口比呂志 渡辺洋一 OKA SUDARSANA ARUTANA WYNAYA WYILTA SURATA ELIANT SUTARA |
| 撮影                                         | 山田廣明 鈴木浩司 市川智 福田寛 杉澤義雄 大神麻美 手塚智鶴子 伊藤修一 |
| オープニング コンテ・演出                    | 石原達也 |
| オープニング 作画監督                        | 米田光良 |
| デジタル合成                                 | つつみのりゆき 楠部工 |
| デジタル撮影                                 | 中上竜太 田村和広 山本裕司 佐々木和宏 中村紀 |
| エンディング合成                             | 柏原健二 |
| 背景音楽制作協力                             | サウンド・スタッフ クロスカンパニー |
| 音響制作                                     | オーディオ・プランニング・ユー |
| 音響制作デスク                               | 山口さやか |
| 音響制作進行                                 | 井澤基 加藤知美 鈴木紀子 |
| レコーディングスタジオ                       | APUスタジオ |
| 1stミキサー                                  | 田中章喜 |
| 2ndミキサー                                  | 田口信孝 |
| アシスタント・ミキサー                       | 大城久典 内山敬章 山本寿 金子俊也 |
| 効果助手                                     | 北方将実 |
| デジタル光学録音                             | 西尾昇 |
|                                              | ドルビーデジタル 一部上映館を除く |
| ドルビーフィルム・コンサルタント             | 河東努 森幹生 コンチネンタルファーイースト(株) |
| タイトル                                     | 道川昭 |
| 現像                                         | 東京現像所 |
| 掲載                                         | 小学館の幼児誌・学年別学習雑誌 てれびくん 月刊コロコロコミック 別冊コロコロコミック |
| ともだちロボット・イラストコンテスト入選作品 | スニカ 佐藤稜実 (岩手県) ちょき 高野涼 (北海道) はなぴぃ 真鍋祐里奈 (岡山県) くねくねロボット 谷坂歩美 (静岡県) バナナマン 中村知加良 (北海道) やじるしロボット 坂室優子 (石川県) ショーボくん119号 古賀大造 (大阪府) タコもし 石田理都 (北海道) ビストリコッコ 古賀虹帆 (大阪府) タマタク 川崎壮一郎 (千葉県) たんすロボット 河野未季 (大阪府)                                                         |
| 協力                                         | オーディオ・プランニング・ユー フィズサウンドクリエイション アトリエ・ローク アニメフィルム 岡安プロモーション トミ・プロダクション 京都アニメーション アニメーションDo 夢弦館 虫プロダクション スタジオ・タージ 亜細亜堂 マキ・プロダクション アニメTORO TORO 手塚プロダクション オフィス フウ エムアイ プロジェクトチーム・サラ 菁画舎 スタジオキャッツ 無錫馬良動画有限公司 常州新星美術制作有限公司 |
| 文芸                                         | 滝原弥生 |
| 制作事務                                     | 杉野友紀 |
| 制作進行                                     | 吉田成彦 外崎真 吉田有希 渋谷いずみ 大橋永晴 村元克彦 上野弘泰 矢尾板克之 |
| 制作デスク                                   | 馬渕吉喜 大金修一 |
| プロデューサー                               | 小倉久美 大澤正享 岩本太郎 梶淳 |
| 制作協力                                     | 藤子プロ ASATSU-DK |
| 制作                                         | シンエイ動画 小学館 テレビ朝日 |
|                                              | ©藤子プロ・小学館・テレビ朝日 2002 |

## 主題歌
オープニングテーマ「ドラえもんのうた」
作詞 - 楠部工 / 作曲・編曲 - 菊池俊輔 / 歌 - 山野さと子（日本コロムビア）
エンディングテーマ「いっしょに歩こう 〜Walking Into Sunshine〜」
作詞・作曲・編曲 - BANANA ICE（下町兄弟） / 編曲 - 沢田完 / 歌 - KONISHIKI（avex mode）
挿入歌「ひとりじゃない 〜I'll Be There〜」
作詞・作曲 - BANANA ICE（下町兄弟） / 編曲 - 沢田完 / 歌 - KONISHIKI with 新山千春（avex mode）
- 主題歌が2曲制作されたのは、『のび太と夢幻三剣士』に次いで2度目。
- 旧キャスト陣の映画で新曲の主題歌が使用されるのは今作が最後である。また前作までのJ-POP風の曲調ではなく、アニメ色が押し出されたEDでもある。